# Cephalotes curvistriatus
Cephalotes curvistriatus är en myrart som först beskrevs av Auguste-Henri Forel 1899.  Cephalotes curvistriatus ingår i släktet Cephalotes och familjen myror. Inga underarter finns listade.